# Municipio de Jutiapa (kommun)
Municipio de Jutiapa är en kommun i Guatemala.   Den ligger i departementet Departamento de Jutiapa, i den södra delen av landet, 80 km sydost om huvudstaden Guatemala City.